# Gewerkschaft Verkauf Handel Transport Lebensmittel
Die Gewerkschaft Verkauf Handel Transport Lebensmittel (VHTL) war eine schweizerische Gewerkschaft. 
Die VHTL ist im Jahre 1915 aus der Fusion des Verbands der Lebens- und Genussmittelarbeiter (VLG) mit dem Verband der Handels- und Transportarbeiter (VHT) entstanden. Ursprünglich standen die Initialen VHTL für Verband der Handels-, Transport- und Lebensmittelarbeitnehmer; 1981 erfolgte die Umbenennung in Gewerkschaft Verkauf Handel Transport Lebensmittel. Damit wurde einerseits dem damaligen Trend, den Ausdruck Gewerkschaft im Namen sichtbar zu machen, Rechnung getragen, und gleichzeitig versuchte man mit dem Wort Verkauf, sich als die Arbeitnehmerorganisation des Detailhandels zu profilieren. Ihren Sitz hatte die Gewerkschaft stets in Zürich. Zeitweise verwaltete die VHTL auch die Internationale Union der Lebensmittel- und Landarbeitnehmer (IUL), die während der Zeit des Austro- und des Hitlerfaschismus ihren Sitz von Wien nach Zürich verlegt hatte.
Die VHTL hatte zu ihren besten Zeiten nach dem Krieg 42.000 Mitglieder; Ende 2003 zählte sie aber nur noch 14.436. Der VHTL-Kongress beschloss am 15. Oktober 2004 den Anschluss an die neu gegründete Gewerkschaft Unia.

## VHTL-Zeitung
Das „Korrespondenzblatt“ erschien zunächst halbmonatlich, ab 1929 wöchentlich. Gedruckt wurde die Zeitung in der Unionsdruckerei Bern, ab 1926 in der Genossenschaftsdruckerei Zürich. Redaktoren waren u. a. Johann Müller, Hermann Leuenberger, E. Wyss, Jean Schifferstein. Im „Proletarier“ (1909–1915) erschienen auch Beiträge von Wilhelm Liebknecht, Herman Greulich und Robert Grimm. Aufgegangen in der Unia-Zeitung Work.